# Natty Bumppo
Nathaniel Bumppo, detto Natty, è uno dei personaggi principali de I racconti di Calza di Cuoio di James Cooper.
Viene spesso indicato con altri soprannomi quali Occhio di Falco, Calze di Cuoio e La Longue Carabine.

## Biografia del personaggio
Natty Bumppo, anche se figlio di genitori bianchi, cresce con i nativi americani, diventando un guerriero coraggioso e abile con molte armi, soprattutto il fucile, e imparando l'inglese con i religiosi moraviani. Occhio di Falco rispetta la foresta e tutti i suoi abitanti, e caccia solo ciò che gli serve per sopravvivere. È spesso in compagnia del suo "fratello" mohicano Chingachgook e di Uncas, il figlio di questo.

## Altri media

### Cinema
- L'ultimo dei Mohicani, film del 1992 di Michael Mann nel quale viene interpretato da Daniel Day-Lewis e il cui nome è Nathaniel Poe, anche se nella pellicola viene chiamato semplicemente Nathan.